# Визи, Томас, 1-й виконт де Вески
Достопочтенный Томас Визи, 1-й виконт де Вески и 2-й барон Кнаптон (англ. Thomas Vesey, 1st Viscount de Vesci and 2nd Baron Knapton; ок. 1735 — 13 октября 1804) — англо-ирландский пэр.

## Биография
Родился в 1735 году. Единственный сын Джона Денни Визи, 1-го барона Кнаптона (? — 1761), и его жены Элизабет Браунлоу, дочери Уильяма Браунлоу.
25 июня 1761 года после смерти своего отца Томас Визи унаследовал титулы 2-го барона Кнаптона в графстве Куинс (Пэрство Ирландии) и 3-го баронета Визи (Баронетство Ирландии), став членом Палаты лордов Ирландии.
22 июня 1776 года для него был создан титул 1-го виконта де Вески из Эбби-Лейкса в графстве Куинс (Пэрство Ирландии).
24 сентября 1769 года лорд Кнаптон, как он тогда назывался, женился на Элизабет-Селине Брук (1753—1786), старшей дочери и сонаследнице сэра Артура Брука, 1-го баронета, и Маргарет Фортескью.
- Достопочтенная Селина Визи (? — 7 октября 1857), в 1800 году она вышла замуж за подполковника Эндрю Наджента, от брака с которым у неё было семеро детей.
- Джон Визи, 2-й виконт де Вески (15 февраля 1771 — 19 октября 1855), старший сын и преемник отца.
- Преподобный Артур Визи (3 марта 1773 — 5 декабря 1832), в 1810 году он женился на Сидни Джонстон, от брака с которой у него было десять детей.

Виконт де Вески скончался 13 октября 1804 года. Титулы лорда де Вески унаследовал его старший сын Джон Визи.